# Alexander Manning

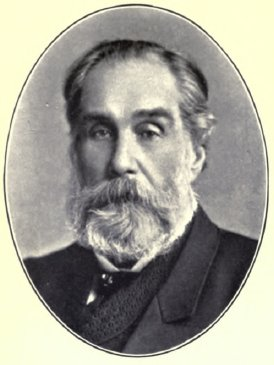
Alexander Manning

Alexander Henderson Manning (* 11. Mai 1819 in Dublin; † 20. Oktober 1903 in Toronto) war ein kanadischer Unternehmer, Politiker und 20. Bürgermeister von Toronto. Seine erste Amtszeit war von 1873 bis 1874, die zweite dauerte 1885 bis 1886. Manning war parteilos, pflegte aber Kontakte zu den Konservativen.
Manning wurde in Dublin geboren und ausgebildet. Er emigrierte 1834 und arbeitete zunächst als Tischler in Toronto, bevor er 1838 weiter nach Ohio zog. 1840 kehrte er zurück nach Toronto und machte sich mit einer Sägemühle selbständig. In den Folgejahren kam er zu Wohlstand und wurde einer der prominentesten Unternehmer der Stadt. 1855 stellte er sich erfolglos als Stadtrat zur Wahl. In den Jahren 1856 und 57 gelang ihm dann der Einzug ins Stadtparlament. In den Jahren 1870 bis 74 beteiligte er sich am Bau der Parlamentsbibliothek in Ottawa. Die genaue Rolle von Manning bei diesem Bauvorhaben ist jedoch ungewiss. Später beteiligte er sich auch am Eisenbahnbau in Vermont, Pennsylvania, New York, und Kanada. 1867 kehrte er zur Politik zurück und wurde zum Stadtrat des Wahlkreises St. Lawrence in Toronto gewählt, was bis ins Jahr 1873 blieb. Von Januar 1873 bis Januar 1874 wurde er vom Rat zum Bürgermeister gewählt. Während dieser Amtszeit reformierte er u. a. das Wesen der Steuereinnahmen, gründete ein Heim für unheilbar Kranke und kaufte die Wasserwerke von privater Hand auf. Im Jahr 1884 unterzeichneten 5500 Bürger eine Petition, die Manning aufforderten, sich zur Bürgermeisterwahl zu stellen. Er willigte dem Gesuch ein und wurde von Januar 1885 bis 1886 zum zweiten Mal Bürgermeister – diesmal von den Bürgern gewählt.
Alexander Manning heiratete am 6. Februar 1850 Adeline Augusta Whittemore, die 1861 starb. Am 1. August 1861 heiratete er in Sherbrooke zum zweiten Mal Susan Celina Smith. Die gemeinsame Tochter aus erster Ehe starb 1884, sein Sohn 1888 und seine zweite Frau 1893. Als er 1903 starb, hinterließ er einen Sohn und eine Tochter.